# Rajd Argentyny 1986
Rajd Argentyny 1986 (6. Marlboro Rally Argentina) – 6 Rajd Argentyny, rozgrywany w Argentynie w dniach 6-9 sierpnia. Była to ósma runda Rajdowych Mistrzostw Świata w roku 1986. Rajd został rozegrany na szutrze.

## Zwycięzcy odcinków specjalnych[1]
| Etap | Data       | OS | Godzina | Nazwa                                      | Długość  | Zwycięzca                     | Czas             | Śred. pręd       | Lider rajdu  |
| ---- | ---------- | -- | ------- | ------------------------------------------ | -------- | ----------------------------- | ---------------- | ---------------- | ------------ |
| 1    | 7 sierpnia | 1  | b.d.    | Berrotaran                                 | 12,94 km | Miki Biasion                  | 6:07             | 126,93 km/h      | Miki Biasion |
| 1    | 7 sierpnia | 2  | b.d.    | Las Bajadas Villa del Dique                | 19,71 km | Juha Kankkunen                | 11:48            | 100,22 km/h      | Miki Biasion |
| 1    | 7 sierpnia | 3  | b.d.    | Amboy – Bif a Yacanto Cal                  | 23,84 km | Miki Biasion                  | 14:07            | 101,33 km/h      | Miki Biasion |
| 1    | 7 sierpnia | 4  | b.d.    | Bif a Yacanto Cal – Santa Monica           | 23,01 km | Miki Biasion                  | 13:04            | 105,66 km/h      | Miki Biasion |
| 1    | 7 sierpnia | 5  | b.d.    | Santa Rosa de Calamuchita – San Agustin    | 23,53 km | Miki Biasion                  | 16:03            | 87,96 km/h       | Miki Biasion |
| 1    | 7 sierpnia | 6  | b.d.    | José de la Quintana – Villa Ciudad America | 11,23 km | Markku Alén                   | 7:55             | 85,11 km/h       | Miki Biasion |
| 1    | 7 sierpnia | 7  | b.d.    | Portero de Garay – Rio de la Suela         | 27,78 km | Miki Biasion                  | 15:10            | 109,90 km/h      | Miki Biasion |
| 1    | 7 sierpnia | 8  | b.d.    | Bosque Alegre – Faida del Carmen           | 13,75 km | Markku Alén                   | 8:34             | 96,30 km/h       | Miki Biasion |
|      |            |    |         |                                            |          |                               |                  |                  | Miki Biasion |
| 2    | 8 sierpnia | 9  | b.d.    | Tanti – Cosquin                            | 21,04 km | Jorge Recalde                 | 11:17            | 111,88 km/h      | Miki Biasion |
| 2    | 8 sierpnia | 10 | b.d.    | Oan de Azucar – Villa Allende              | 20,89 km | Miki Biasion                  | 14:44            | 85,07 km/h       | Miki Biasion |
| 2    | 8 sierpnia | 11 | b.d.    | El Manzano – Bif a la Cumbre               | 30,11 km | Markku Alén                   | 28:36            | 63,17 km/h       | Miki Biasion |
| 2    | 8 sierpnia | 12 | b.d.    | Bif a la Cumbre – Ascochinga               | 28,41 km | Stig Blomqvist Juha Kankkunen | 19:08            | 89,09 km/h       | Miki Biasion |
| 2    | 8 sierpnia | 13 | b.d.    | Est el Alamo – Ascochinga                  | 18,17 km | Markku Alén                   | 9:39             | 112,97 km/h      | Miki Biasion |
| 2    | 8 sierpnia | 14 | b.d.    | Ascochinga – San Pellegrino                | 28,61 km | Miki Biasion                  | 20:14            | 84,84 km/h       | Miki Biasion |
| 2    | 8 sierpnia | 15 | b.d.    | Todos los Santos – Charbonier              | 28,60 km | Markku Alén                   | 16:23            | 104,74 km/h      | Miki Biasion |
| 2    | 8 sierpnia | 16 | b.d.    | La Cumbre – San Marcos Sierra              | 28,94 km | Markku Alén                   | 19:52            | 87,40 km/h       | Miki Biasion |
| 2    | 8 sierpnia | 17 | b.d.    | San Marcos Sierra – Capilla del Monte      | 20,60 km | Jorge Recalde                 | 15:33            | 79,49 km/h       | Miki Biasion |
| 2    | 8 sierpnia | 18 | b.d.    | La Falda – Rio Ceballos                    | 24,30 km | Markku Alén                   | 19:07            | 76,27 km/h       | Miki Biasion |
|      |            |    |         |                                            |          |                               |                  |                  | Miki Biasion |
| 3    | 9 sierpnia | 19 | b.d.    | Tanti – Cuchilla Nevada                    | 30,59 km | Odcinek odwołany              | Odcinek odwołany | Odcinek odwołany | Miki Biasion |
| 3    | 9 sierpnia | 20 | b.d.    | Rio Guasta – Taninga                       | 31,09 km | Jorge Recalde                 | 19:29            | 95,74 km/h       | Miki Biasion |
| 3    | 9 sierpnia | 21 | b.d.    | Chamico – Ambul                            | 23,73 km | Jorge Recalde                 | 19:03            | 74,74 km/h       | Miki Biasion |
| 3    | 9 sierpnia | 22 | b.d.    | Ambul – Las Maravillas                     | 25,46 km | Markku Alén Jorge Recalde     | 13:13            | 115,58 km/h      | Miki Biasion |
| 3    | 9 sierpnia | 23 | b.d.    | Villa Cura Brochero – Nono                 | 19,10 km | Markku Alén                   | 10:39            | 107,61 km/h      | Miki Biasion |
| 3    | 9 sierpnia | 24 | b.d.    | Villa las Rosas – Pueblito                 | 13,32 km | Jorge Recalde                 | 9:07             | 87,66 km/h       | Miki Biasion |
| 3    | 9 sierpnia | 25 | b.d.    | Cuesta de la Gruta – Clenaga Allende       | 23,77 km | Stig Blomqvist                | 12:28            | 114,40 km/h      | Miki Biasion |
| 3    | 9 sierpnia | 26 | b.d.    | Mina Clavero – Villa Giulio Cesare         | 22,26 km | Jorge Recalde                 | 18:38            | 71,68 km/h       | Miki Biasion |
| 3    | 9 sierpnia | 27 | b.d.    | El Condor – Bif                            | 29,57 km | Jorge Recalde                 | 20:59            | 84,55 km/h       | Miki Biasion |

| Zwycięzcy OS-ów | Zwycięzcy OS-ów |
| Kierowca        | Ilość           |
| --------------- | --------------- |
| Markku Alén     | 9               |
| Jorge Recalde   | 8               |
| Miki Biasion    | 7               |
| Stig Blomqvist  | 2               |
| Juha Kankkunen  | 2               |

## Wyniki końcowe rajdu[2]
| Msc.                   | Kierowca               | Pilot                  | Samochód                | Czas                   | Strata                 | Grupa                  | Punkty                 |
| Klasyfikacja generalna | Klasyfikacja generalna | Klasyfikacja generalna | Klasyfikacja generalna  | Klasyfikacja generalna | Klasyfikacja generalna | Klasyfikacja generalna | Klasyfikacja generalna |
| ---------------------- | ---------------------- | ---------------------- | ----------------------- | ---------------------- | ---------------------- | ---------------------- | ---------------------- |
| 1                      | Miki Biasion           | Tiziano Siviero        | Lancia Delta S4         | 6:36.26                | 0.0                    | B12 M                  | 20                     |
| 2.                     | Markku Alén            | Ilkka Kivimäki         | Lancia Delta S4         | 6:36.50                | +0.24                  | B12 M                  | 15                     |
| 3.                     | Stig Blomqvist         | Bruno Berglund         | Peugeot 205 Turbo 16 E2 | 6:40.42                | +4.16                  | B12 M                  | 12                     |
| 4.                     | Jorge Recalde          | Jorge del Buono        | Lancia Delta S4         | 6:41.33                | +5.07                  | B12 M                  | 10                     |
| 5.                     | Kenneth Eriksson       | Peter Diekmann         | Volkswagen Golf GTI 16V | 7:22.17                | +45.51                 | A7 M                   | 8                      |
| 6.                     | Rudi Stohl             | Reinhard Kaufmann      | Audi Coupé Quattro      | 7:30.05                | +53.39                 | A8                     | 6                      |
| 7.                     | Franz Wittmann         | Matthias Feltz         | Volkswagen Golf GTI 16V | 7:36.30                | +1:00.04               | A7 M                   | 4                      |
| 8.                     | José Celsi             | Elvio Olave            | Subaru RX Turbo         | 7:48.44                | +1:12.18               | A8                     | 3                      |
| 9.                     | Ernesto Soto           | Martin Christie        | Renault 18 GTX          | 7:51.43                | +1:15.17               | A7                     | 2                      |
| 10.                    | Basil Criticos         | Surinder Thatthi       | Opel Manta 400          | 8:02.44                | +1:26.18               | B12 M                  | 1                      |

1. ↑  Litera M przy oznaczeniu grupy do której należy samochód oznacza, iż tylko ci producenci byli liczeni w klasyfikacji producentów na koniec sezonu.

## Klasyfikacja po 8 rundach
Tabele przedstawiają tylko pięć pierwszych miejsc.

### Kierowcy
| Lp. | Kierowca         | Pkt |
| --- | ---------------- | --- |
| 1   | Juha Kankkunen   | 76  |
| 2   | Markku Alén      | 57  |
| 3   | Miki Biasion     | 47  |
| 4   | Bruno Saby       | 38  |
| 5   | Kenneth Eriksson | 25  |

### Producenci
| Lp. | Producent             | Pkt |
| --- | --------------------- | --- |
| 1   | Peugeot Talbot Sport  | 121 |
| 2   | Lancia Martini        | 105 |
| 3   | Volkswagen Motorsport | 65  |
| 4   | Audi Sport            | 29  |
| 5   | Toyota Team Europe    | 20  |